# Boneco de Olinda

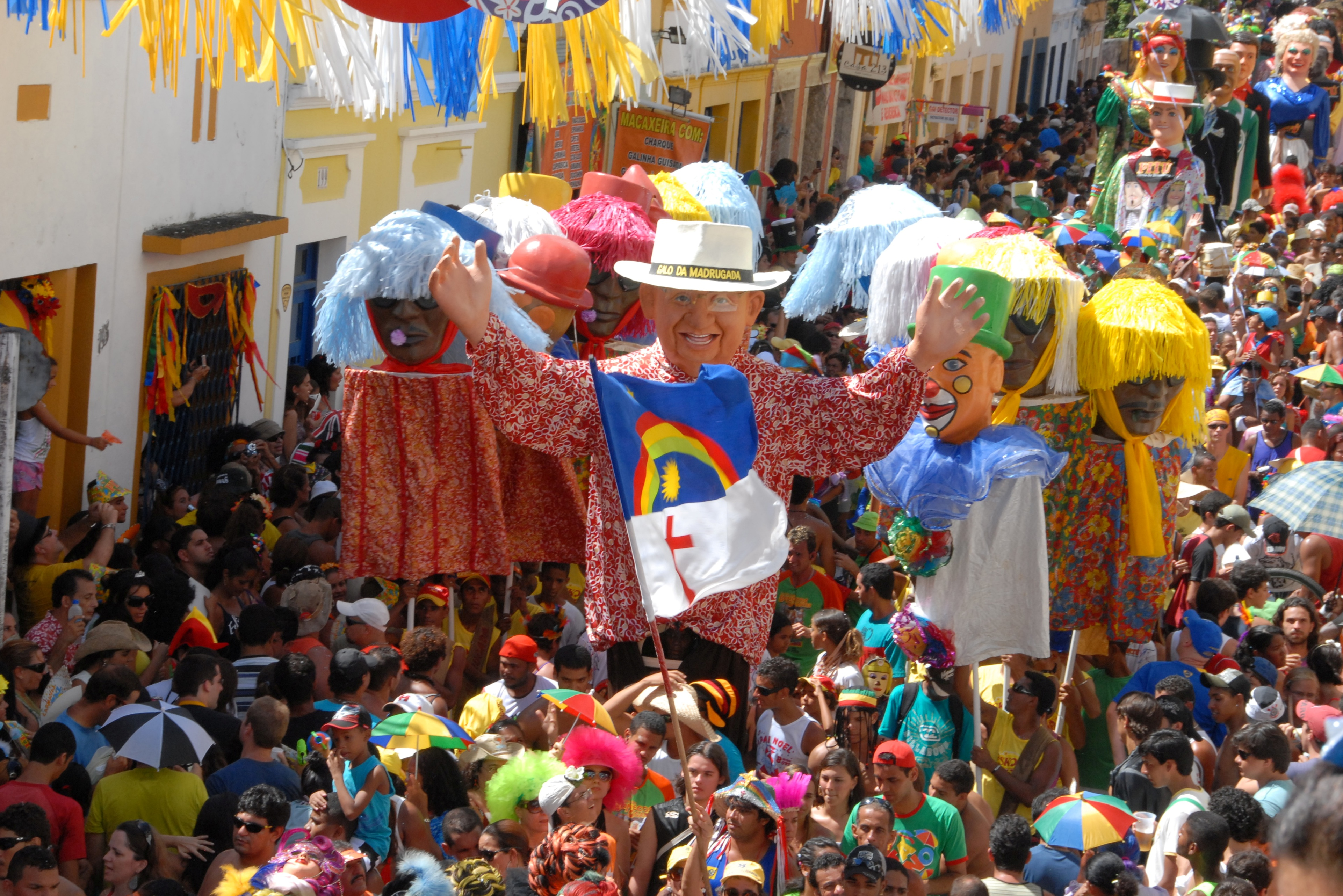
Bonecos de Olinda em meio aos foliões durante o Carnaval no Centro Histórico.

Bonecos de Olinda são bonecos gigantes originados na cidade de  Olinda e usados em eventos festivos como o Carnaval de Pernambuco. São feitos de tecido, isopor, papel, madeira, fibra de vidro e alumínio.

## História
Os bonecos gigantes surgiram na Europa e em Portugal por volta da Idade Média, onde eram utilizados em procissões em forma de santos católicos. Eles chegam a Pernambuco através da pequena cidade de Belém do São Francisco, no sertão do estado, com a vinda de um padre belga que levou ao conhecimento de seus discípulos esta tradição europeia, sendo desta cidade a origem a criação do primeiro boneco gigante do Brasil em 1919, Zé Pereira, e em seguida, Vitalina. A tradição dos bonecos gigantes iniciada em Belém do São Francisco ganhou as ladeiras de Olinda em 1931, com a criação do boneco Homem da Meia Noite. Daí em diante se popularizou a tradição do Encontro dos Bonecos Gigantes, onde vários deles se encontram no sitio histórico de Olinda, durante o período de carnaval. No início de 2007, o empresário cultural Leandro Castro criou a nova geração de Bonecos Gigantes juntamente com sua equipe de artistas. O principal objetivo foi a construção e materialização de grandes ícones da história e da cultura brasileira, assim como de personalidades mundiais. Essa nova geração de bonecos tem impressionado bastante a todos pelo grande realismo das expressões faciais e figurinos.O peso atual dos bonecos que atingem até 4 metros de altura são de 20 quilos confeccionados em fibra apos terem sido moldados na argila. Os bonecos da nova geração fazem a alegria dos foliões em Olinda no principal desfile de carnaval e em Recife saindo no sitio histórico do Recife Antigo também no período de carnaval. Em Recife os bonecos permanecem em exposição o ano inteiro na Embaixada de Pernambuco - Bonecos Gigantes de Olinda localizada na Rua Bom Jesus, 183 no Recife Antigo.O acervo da Embaixada atualmente ultrapassa mais de 340 bonecos.